# أندي يورك
أندي يورك (بالإنجليزية: Andy York)‏ (14 يونيو 1894 في المملكة المتحدة - 1977) هو لاعب كرة قدم بريطاني (وحمل سابقاً جنسية المملكة المتحدة لبريطانيا العظمى وأيرلندا) في مركز الظهير. لعب مع كوفنتري سيتي ونادي سندرلاند ونادي نورثامبتون تاون ونادي سكاربورو ونادي بليث سبارتانز ولينكولن سيتي أف سي وNewark Town F.C. ‏.